# 毋将隆
毋將隆（？—？），字君房，西漢東海蘭陵（今山東省蘭陵縣西南）人。漢哀帝年間，毋將隆上書請求收回賜給侍中董賢與乳母王阿舍的武庫兵器，為此被貶官為沛郡都尉。王莽當政後，因毋將隆不依附自己，而指使大司徒孔光彈劾其處理中山馮太后一案時，誣陷無辜，將他流放至合浦。

## 生平

### 密疏言事
毋將隆出身東海郡兰陵县，當時大司马車騎將軍王音對內領尚書事，對外掌管兵馬，因襲舊日的典章制度，選拔設置從事中郎參與政事謀議，奏請讓毋將隆擔任從事中郎，升遷諫大夫。汉成帝末年，毋將隆呈上密封的奏章說：「古代的時候選任諸侯入朝擔任公卿，藉以褒獎功德，現在應當徵召定陶王劉欣，讓他進駐京師的公館，鎮撫四方。」其後漢成帝最終將劉欣冊立為太子，毋將隆擢升為冀州牧、颍川郡太守。汉哀帝即位後，毋將隆因為考核優異而當上京兆尹，調遷執金吾。

### 犯顏直諫
當時侍中董贤剛剛受寵，漢哀帝前後十次派中黃門取出武库裡的兵器，送給董賢和漢哀帝的乳母王阿舍。毋將隆上奏說：「武庫裡的兵器，是天下公用的，是為了國家武備而設的，其修繕工程和製造用具，全部的這些開支都出自大司農所掌握的經費。大司農的經費不是用來供養皇帝及其家族成員的費用，供養皇帝和其成員，慰勞與賞賜貴族和官吏，這些開支均出自少府所掌握的經費。不以民力供不必要的開支，區別公用和私用，以顯示正道。古時候諸侯主要從事征伐戰爭，於是賜給斧鉞。汉朝邊區的官吏，職責在於抗拒敵寇，所以也賜給武庫裡的兵器，都是擔任邊吏職務後給予。《春秋》的義理，私家貴族不許收藏兵器，其目的在於仰制臣下的威勢，削弱私家貴族的力量。如今董賢等人不過是仗著阿諛奉承得到寵信的弄臣，以及獲得皇帝私寵的低微小妾，而陛下卻以天下公用給與私家貴族，取國威器供給私有武備，將民力分給寵臣，使武器裝備於小妾之家，如此建立的制度並不適宜，滋長驕奢非分的氣焰，不能起到警示四方的作用。孔子說過：『天子的禮儀怎麼能出現在魯三桓的廳堂上呢！』臣請求把送給董賢與王阿舍的兵器收回武庫。」漢哀帝很不高興。
不久，傅太后派谒者購買了許多官婢，且是用極為低廉的價錢買到，後來又購買執金吾的官婢八名。毋將隆上奏說謁者購買的價錢太低，請求改為公平的價格。漢哀帝於是下詔給丞相、御史大夫說：「互相謙讓的禮儀盛行，像虞国、芮国那樣的爭訟便能自然平息。毋將隆位居九卿，既不能匡正朝廷的不足，卻反而奏請和傅太后爭執買賣價錢的高低，奏章中的話語眾人皆知。他所提出的主張不合義理，爭論苛求的風氣從此開始，如此則不能昭示百官，既傷害風化且敗壞民俗。」由於毋將隆此前有安定國家的言論，所以僅降職為沛郡都尉，後來又升遷南郡太守。

### 流配合浦
王莽年少時，因仰慕毋將隆而想和他結交，然而毋將隆不大願意趨附王莽。在漢哀帝駕崩後，王莽掌握朝政大權，指使大司徒孔光彈劾毋將隆，說他從前擔任冀州牧審理中山馮太后獄案時，冤枉並陷害無辜之人，不適合繼續在中原任職。上述的案件其實是由中謁者令史立、侍御史丁玄依據規章制度加以考察審問的，毋將隆僅僅是曾跟他們聯名上書奏事而已。當時史立擔任中太僕，丁玄擔任泰山郡太守，以及曾誣陷過鄭崇的河內郡太守趙昌，他們都被罷去官職，流放至合浦县。

## 延伸阅读
[在维基数据编辑]
 《漢書·卷077》，出自班固《漢書》